# Leonardo Fernández (Uruguayaans voetballer)
Leonardo Cecilio Fernández López (Montevideo, 8 november 1998) is een Uruguayaans voetballer die speelt als aanvallende middenvelder. Sinds 4 juli 2023 komt hij op huurbasis uit voor Fluminense. Fernández wist met twee verschillende clubs de belangrijkste continentale clubcompetitie te winnen; namelijk de CONCACAF Champions League met Tigres UANL en de CONMEBOL Libertadores met Fluminense.

## Erelijst
Tigres UANL
- CONCACAF Champions League: 2020

 Fluminense
- CONMEBOL Libertadores: 2023

Individueel
- Liga MX – Speler van de Maand: Januari 2020